# The Hidden Land
The Hidden Land è un album in studio del gruppo musicale Béla Fleck and the Flecktones, pubblicato nel 2006.

## Tracce
1. Fugue from Prelude/Fugue No. 20 in A minor, BWV 889 – 1:51
2. P'Lod in the House – 3:46
3. Rococo – 3:46
4. Labyrinth – 6:21
5. Kaleidoscope – 5:08
6. Who's Got Three? – 5:22
7. Weed Whacker – 7:44
8. Couch Potato – 3:03
9. Chennai – 5:48
10. Subterfuge – 4:04
11. Interlude – 0:39
12. Misunderstood – 7:27
13. The Whistle Tune – 4:54

## Formazione
- Béla Fleck - banjo, sintetizzatore, altri strumenti
- Jeff Coffin - sassofoni, flauti, clarinetto, sintetizzatore, altri strumenti
- Future Man - percussioni, altri strumenti
- Victor Wooten - bassi, altri strumenti